# Нарва Креенгольмі
Нарва Креенгольмі (ест. Narva Kreenholmi staadion) — багатофункціональний стадіон, що розташований в місті Нарва, в Естонії. Є домашньою ареною футбольного клубу Транс (Нарва). Розрахований на 3000 глядачів.